# Urwitałt
Urwitałt (deutsch Georgenthal) ist ein kleiner Ort in der polnischen Woiwodschaft Ermland-Masuren und gehört zur Stadt- und Landgemeinde Mikołajki (deutsch Nikolaiken) im Powiat Mrągowski (Kreis Sensburg).

## Geographische Lage
Urwitałt liegt am Südostufer des Lucknainer Sees (polnisch Jezioro Łuknajno) in der östlichen Mitte der Woiwodschaft Ermland-Masuren, 24 Kilometer südöstlich der Kreisstadt Mrągowo (Sensburg).

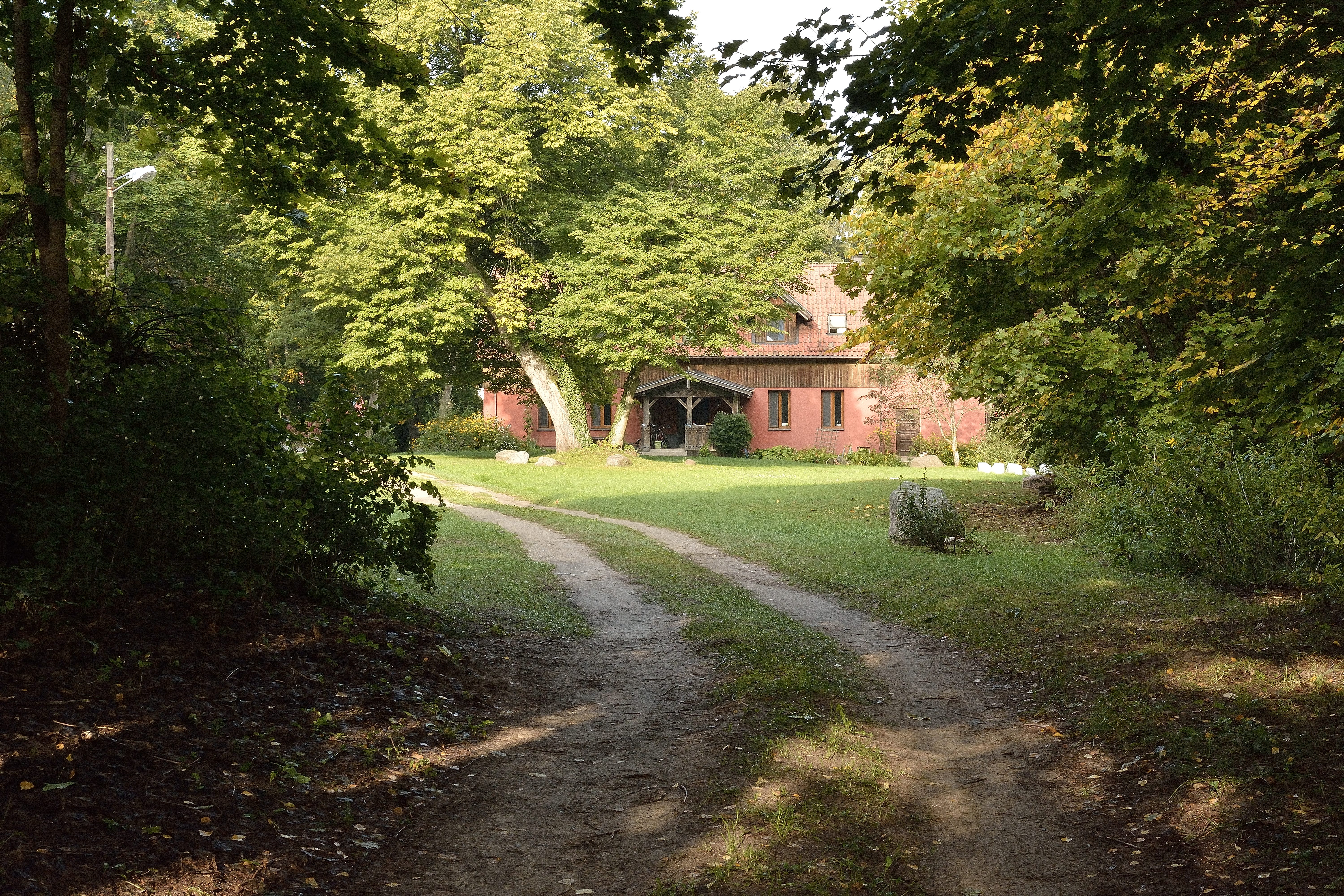
Biologische Forschungsanstalt („Stacja Terenowa“) in Urwitałt

## Geschichte
Der heutige Weiler (polnisch Osada) Urwitałt wurde 1705 als Gutsort Georgenthal gegründet. Im Jahre 1874 kam der Gutsbezirk Georgenthal zum neu errichteten Amtsbezirk Lucknainen (polnisch Łuknajno) im Kreis Sensburg im Regierungsbezirk Gumbinnen (ab 1905: Regierungsbezirk Allenstein) in der preußischen Provinz Ostpreußen.
Aufgrund der Bestimmungen des Versailler Vertrags stimmte die Bevölkerung im Abstimmungsgebiet Allenstein, zu dem Georgenthal gehörte, am 11. Juli 1920 über die weitere staatliche Zugehörigkeit zu Ostpreußen (und damit zu Deutschland) oder den Anschluss an Polen ab. In Georgenthal stimmten 20 Einwohner für den Verbleib bei Ostpreußen, auf Polen entfielen keine Stimmen.
Am 30. September 1928 gab Georgenthal seine Eigenständigkeit auf und bildete zusammen mit Grünhof (polnisch Leśny Dwór), Lucknainen (Łuknajno), Ossa (1938 bis 1945 Schwanhof, polnisch Osa), Pienkowen (nicht mehr existent) und dem Fischereietablissement Lucknainerbude die neue Landgemeinde Lucknainen.
Als 1945 in Kriegsfolge das gesamte südliche Ostpreußen an Polen überstellt wurde, war auch Georgenthal davon betroffen. Es erhielt die polnische Namensform „Urwitałt“ und ist heute eine Ortschaft im Verbund der Stadt- und Landgemeinde Mikołajki (Nikolaiken) im Powiat Mrągowski (Kreis Sensburg), bis 1998 der Woiwodschaft Suwałki, seither der Woiwodschaft Ermland-Masuren zugehörig. Überregionale Bedeutung hat der Ort durch die Ansiedlung einer Biologischen Forschungsanstalt der Universität Warschau („Stacja Terenowa Uniwersytetu Warszawskiego“).

### Einwohnerzahlen
| Jahr | Anzahl |
| ---- | ------ |
| 1818 | 29     |
| 1839 | 26     |
| 1867 | 38     |
| 1885 | 22     |
| 1898 | 17     |
| 1905 | 14     |
| 1910 | 10     |

## Kirche
Bis 1945 war Georgenthal in die evangelische Kirche Schimonken in der Kirchenprovinz Ostpreußen der Kirche der Altpreußischen Union sowie in die katholische St.-Adalbert-Kirche Sensburg im Bistum Ermland eingepfarrt. Heute gehört Urwitałt zur evangelischen Pfarrkirche Mikołajki in der Diözese Masuren der Evangelisch-Augsburgischen Kirche in Polen bzw. zur Pfarrei Woźnice (Wosnitzen, 1938 bis 1945 Julienhöfen) im Bistum Ełk der polnischen katholischen Kirche.

## Verkehr
Urwitałt liegt südlich der polnischen DK 16 (ehemalige deutsche Reichsstraße 127) und ist von ihr aus über Woźnice und Osa auf einer Nebenstraße zu erreichen. Eine Anbindung an das Schienennetz existiert nicht.